# (32905) 1994 PX32
1994 بي أكس 32 (ويعرف أيضًا باسم (32905) 1994 بي أكس 32 وفق تسمية الكوكب الصغير) (بالإنجليزية: 1994 PX32)‏ هو كويكب ضمن حزام الكويكبات؛ وترتيبه 32905 من حيث الاكتشاف.
اكتُشف هذا الجُرم الفلكي بواسطة إيريك والتر إلست في 12 أغسطس 1994.

## وصلات خارجية
- (32905) 1994 PX32 في قاعدة بيانات مختبر الدفع النفاث لأجرام النظام الشمسي الصغيرة

- الاكتشاف · مخطط المدار ·  العناصر المدارية · المعلمات المادية

- (32905) 1994 PX32 على موقع ويكي سكاي: DSS2, SDSS, GALEX, IRAS, Hydrogen α, X-Ray, Astrophoto, Sky Map, Articles and images